# ألتو فيليز
ألتو فيليز (بالبرتغالية: Alto Feliz)؛ بلدية داخل ولاية ريو غراندي دو سول في البرازيل. في عام 1992، اعتُمِدت بوصفها بلدية قائمة بذاتها، بعد أن أخرجت المنطقة من بلدية فيليز.